# Custódio Saraiva Neto
Custódio Saraiva Neto ( Fortaleza, 5 de Abril de 1952- Xambioá, 15 de Fevereiro de 1974), também conhecido como Lauro, foi um estudante secundarista e militante do Partido Comunista Brasileiro, o PCB, durante a ditadura militar brasileira.  Custódio atuou na região de Chega com Jeito, próximo a Brejo Grande. Desapareceu no final  de 1973, porém, de acordo com a Comissão Nacional da Verdade, não existem registros de seu desaparecimento, nem de sua morte. Estima-se que ele tenha morrido no dia 15 de Fevereiro de 1974.

## Biografia
Filho de Hilda Quaresma Saraiva Leão e Dário Saraiva Leão, era um dos mais jovens militantes que lutavam na região do Araguaia.   Apesar da filiação de Dário Saraiva Leão, de acordo com os jornalistas Tais Morais e Eumano Silva, Custódio cresceu sem a presença paterna.
Iniciou na política ainda no Ceará, atuando no Movimento  Estudantil Secundarista, participando de diversas manifestações de rua. Sua atuação política fez com que fosse perseguido politicamente em seu estado. Quando se tornou visado pelas autoridades, resolveu  viajar pelo Brasil para auxiliar na organização política de estudantes secundaristas. Em uma reunião das cúpulas da UBES e da UNE, que aconteceu na Bahia, em Salvador, Custódio Saraiva Neto conheceu outros militantes que se mudariam para a região do Araguaia.
Dentre os militantes, conheceu Helenira Resende, líder do Destacamento A.
Aos 20 anos iniciou sua atuação na região. Ao lado de Uiassú Assis Batista, era um dos mais novos militantes do Araguaia.
Após se fixar na região, ganhou o codinome de Lauro, e ficou responsável pela guarda do regimento e de outras funções no Destacamento, a partir do momento que os confrontos contra tropas militares tornaram-se frequentes no local.
Especula-se que Custódio Saraiva Filho, durante sua atuação no Araguaia, teve um filho, de mãe desconhecida. O garoto havia sido levado para Manaus, para evitar qualquer tipo de represália contra ele.
Assim como ele, outros militantes da época possivelmente tiveram filhos na região, que foram levados a outros estados do Brasil.

## Atuação política
Antes de ir para a região do Araguaia, Custódio atuava na organização de protestos de rua em sua cidade natal, Fortaleza. No dia 7 de setembro de 1970, durante um comício no Colégio Estadual Presidente Castelo Branco, em Fortaleza,  recebeu voz de prisão, junto com o militante Dower Moraes Cavalcante, após uma troca de tiros com um sargento, passando os dois a serem procurados pelos agentes da repressão. Na região do Araguaia, é apontada a atuação de Lauro ( como era conhecido), em diversos confrontos contra a Comissão Militar. Aponta-se que Lauro participou ativamente nos choques entre os dias 25 de Dezembro de 1973 a 31 de Dezembro do mesmo ano, sendo estimado esse período, mais precisamente o dia 30 de Dezembro de 1973, como seu desaparecimento.
Nesses confrontos, Lauro atuou na guarda. Ao lado de nomes como Osvaldão e  Lia (Telma Regina Cordeiro Corrêa), que estava com Lauro realizando guarda na hora do ataque. O ataque das forças militares começaram com uma invasão, seguida de uma intensa troca de tiros com os militantes. Essa foi uma das mais ferrenhas investidas dos militares contra os militantes. O ataque resultou um número incerto de mortes e prisões, porém, é confirmado e maneira oficial que o líder do Partido Comunista Brasileiro na região, Maurício Grabois, e pelo menos mais três guerrilheiros: Gilberto Olímpio Maria, Paulo Mendes Rodrigues e Guilherme Gomes Lund, foram vítimas fatais da investida.
A invasão dos militares ao acampamento começou com um intenso tiroteio, seguido do sobrevoo de dois helicópteros e de um avião, que reforçaram as investidas terrestres da Comissão Militar. De acordo com uma matéria publicada pelo Jornal do Brasil, em 1992, que  conversou com um militar que participou do ataque, a ação foi composta por 15 soldados  e que no dia de Natal daquele ano, matou apenas 4 pessoas .

## Desaparecimento e morte
De acordo com um relatório de 1993, das Forças Armadas, Custódio Saraiva Neto, o Lauro, foi morto em confronto com as forças militares na data de 15 de Fevereiro de 1974. Porém, com a escassez de fontes oficiais , não se possuí informações a respeito do desaparecimento do militante e das causas reais de sua morte . Seus companheiros de luta armada, afirmam que Custódio desapareceu no dia 30 de Dezembro de 1973, na Região do Araguaia. Custódio é apontado como um dos mortos e desaparecidos do embate ocorrido entre os militantes e a Comissão Militar, ocorridos no fim do ano de 1973, mais precisamente entre os dias 25 de Dezembro de 1973 a 31 de Dezembro daquele ano. Porém, nenhuma informação existente consegue comprovar a teoria que o estudante morreu durante esse período.
Os restos mortais do estudante nunca foram encontrados, logo, nunca entregues à família.

## Investigação
Instaurada no ano de 2012, a Comissão Nacional da Verdade apurou violações de direitos humanos ocorridas, no Brasil, entre 18 de Setembro de 1946 a 5 de Outubro de 1988. Entre os casos analisados estava o de Custódio. Porém, como em muitos casos, os detalhes oficiais acerca do desaparecimento e da morte de militantes ficou em aberto.
Custódio Saraiva Neto é tido ainda como desaparecido, após as investigações da Comissão Nacional da Verdade, pelo fato de seus restos mortais nunca terem sido localizados e entregues para sua família. Com esse empecilho, ele nunca foi enterrado. A Comissão também obrigou o Estado Brasileiro a trazer à tona a verdade sobre o paradeiro dele, e de outros desaparecidos na ditadura.

## Homenagens
Algumas homenagens se destacam ao honrar a memória de Custódio Saraiva Neto.Em Campinas, no Estado de São Paulo, por conta da lei 9.497/97, uma rua foi batizada em sua homenagem. E outras ruas da localidade foram batizadas em homenagem a mortos e desaparecidos na ditadura.Outra homenagem póstuma a ele aconteceu no Rio de Janeiro, no bairro de Campo Grande.